# Milan Kučan
Milan Kučan (Križevci, 14. siječnja 1941.) slovenski je političar i državnik. Bio je prvi predsjednik Slovenije.

## Životopis
Bio je vođa Saveza komunista Slovenije. Postao je vođa te organizacije 1986. Počeo je podržavati odvajanje komunističke partije od države, kao i politički pluralizam i ljudska te nacionalna i manjinska prava. Bio je u oštrim konfrontacijama sa Slobodanom Miloševićem.  1990. izabran je za predsjednika Predsjedništva Slovenije, tada još jugoslavenske republike.
Kučan je aktivno sudjelovao u pripremama za referendum o samostalnosti Slovenije, koji je održan u prosincu 1990. godine.  Poznat je po svojoj politici mirnog pregovaranja, koje je dovelo do Brijunskog sporazuma. Nakon stjecanja neovisnosti 1991., izabran je za predsjednika Slovenije kao neovisni kandidat, s podrškom nekadašnjeg Saveza komunista Slovenije. Osvojio je i novi petogodišnji mandat 1997., natječući se kao neovisni kandidat, te dobivši i ovaj put većinu glasova u prvom krugu. Predsjednički mandati vršio je kao nestranačka osoba.
Prestao je biti predsjednik 2002., a na njegovo je mjesto došao Janez Drnovšek.
| Prethodnik predsjednik Predsjedništva SR Slovenije Janez Stanovnik 1988. – 1990. | Predsjednik Republike Slovenije 1991. – 2002. | Nasljednik Janez Drnovšek 2002. – 2007. |